# Il buon soldato Sc'vèik
Il buon soldato Sc'vèik (titolo originale: Osudy dobrého vojáka Švejka za světové války, letteralmente Le fatidiche (o fatali) avventure del buon soldato Švejk durante la guerra mondiale) è un romanzo satirico di umorismo nero, rimasto incompiuto, di Jaroslav Hašek. Ispirato al personaggio da lui creato, comparso per la prima volta nel 1912, anno della pubblicazione del libro Il bravo soldato Švejk e altre strane storie (Dobrý voják Švejk a jiné podivné historky), Hašek, negli anni seguenti, trasfuse il personaggio nell'opera Il buon soldato Sc'vèik, che rimase interrotta dalla sua morte per insufficienza cardiaca, avvenuta il 3 gennaio 1923. Il protagonista è un uomo boemo gioviale, modesto, ingenuo e sempliciotto che è entusiasta di servire l'Impero austro-ungarico durante la prima guerra mondiale.
Il romanzo - di cui erano previsti sei volumi - fu pubblicato in quattro tomi dal 1921 al 1923, illustrati da Josef Lada. Hašek concluse i primi tre volumi (V zázemí, 1921; Na frontě, 1922; Slavný výprask, 1922) e iniziò il quarto (Pokračování slavného výprasku, 1923), che rimase inconcluso. I diritti d'autore del quarto furono acquistati, dopo la morte di Hašek, dal suo amico Karel Vaněk, un giornalista, che aggiunse all'opera di Hašek un quinto e sesto tomo.

## Tema

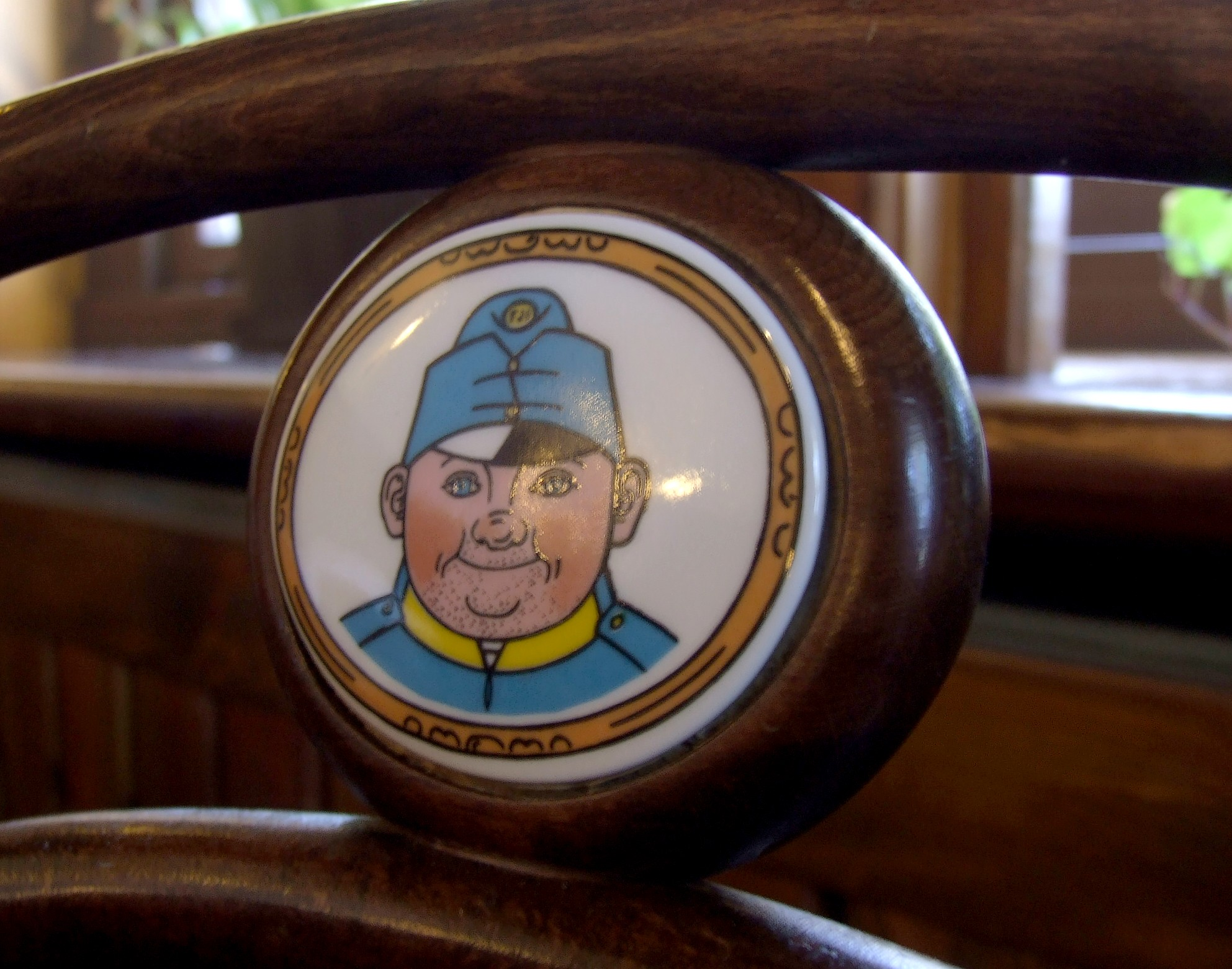
Rappresentazione del buon soldato Sc'vèik

Il romanzo di Hašek, l'opera ceca più tradotta al mondo (in più di 120 lingue), si colloca nell'ambito della letteratura satirica e parodistica. Un vasto numero di critici lo ha considerato uno dei primi romanzi antimilitaristi, sviluppatisi negli anni che intercorsero tra la prima e la seconda guerra mondiale, e che ebbe come autori il francese Roland Dorgelès (Les croix de bois, Le croci di legno), il tedesco Erich Maria Remarque (Im Westen nichts Neues, Niente di nuovo sul fronte occidentale), Pierre Jean Jouve (Tragique, Canti tragici), Henri Barbusse (Le feu, Il fuoco) e Georges Duhamel, che, partecipando alla guerra come medico, descrisse da vicino le sofferenze fisiche e psichiche dei soldati e Miroslav Krleža, il cui racconto La baracca contenuto nel suo libro Il dio Marte croato è stato definito da Jean-Paul Sartre come il più bel racconto di guerra del Novecento.
Un posto a sé tra queste opere di denuncia dell'assurdità e dell'idiozia della guerra occupa Il buon soldato Sc'vèik che solo dopo la scomparsa dello scrittore ceco, morto in miseria appena quarantenne, ebbe una vasta popolarità, tanto da essere tradotto persino in giapponese e in coreano. Dall'opera di Hašek la lingua ceca ha ereditato una serie di parole ispirate a Sc'vèik come "švejkovina" (azione alla sc'vèik), "švejkovat" (fare lo sc'vèik), "švejkárna" (un'assurdità militare).
Hašek non ebbe modo di assistere al grande successo del romanzo che, sceneggiato nel 1927 dal regista tedesco Erwin Piscator con la collaborazione di Bertolt Brecht e illustrato dai disegni di George Grosz, suscitò l'entusiasmo del pubblico della Germania e dell'Europa centrale proprio negli anni appena precedenti la presa del potere della dittatura nazista che represse ogni libertà d'espressione.
La produzione letteraria di Hašek comprende anche opere teatrali e racconti umoristici, solo in parte arrivati sino a noi e non tradotti in italiano, composti intorno al 1920 quando il loro autore si trovava in Russia, ma solo la storia di Sc'vèik, dopo il 1945, tornò a interessare il pubblico europeo con nuove traduzioni e opere teatrali.
Il romanzo di Hašek ha in comune con la produzione letteraria antimilitarista solo notazioni di scorcio delle devastazioni e miserie della guerra che fa da sottofondo al racconto della marcia eroica e indefessa di Sc'vèik verso Leopoli, dove non arriverà mai: la morte del suo autore lo lascerà in una cittadina delle retrovie mentre infuria la battaglia sul fiume Bug.
L'antimilitarismo di Hašek, più che nella descrizione del volto tragico della guerra, si esprime in una satira feroce che attacca la società in tutte le sue istituzioni: la monarchia, l'esercito, il clero, la burocrazia dell'Impero austro-ungarico preso di mira proprio nel momento in cui la guerra, esasperandone l'aspetto cialtronesco e corrotto, ne mostra senza pietà la dissoluzione.

## Trama

### Sc'vèik interviene nella Prima guerra mondiale
(Incipit)

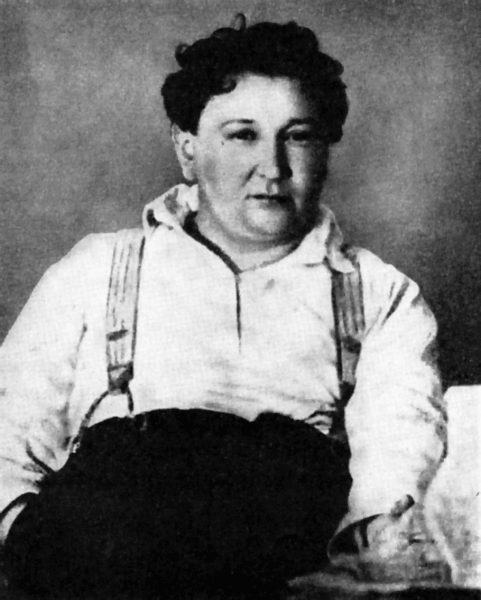
Jaroslav Hašek

Sc'vèik è un ormai attempato, tranquillo mercante di cani, dall'indefinibile razza e della ancora più incerta provenienza, che egli con spudoratezza affibbia agli ingenui acquirenti.
Riformato per reumatismi e idiozia acclarata, la guerra tuttavia lo coglie all'indomani dell'attentato di Sarajevo per i suoi strampalati discorsi nella bettola "Il calice" di Praga dove un agente in borghese della polizia politica ha l'occasione di mettersi in mostra accusandolo di alto tradimento. Portato alla Questura centrale Sc'vèik per far piacere ai suoi inquisitori firma tranquillamente la confessione che lo accusa di alto tradimento e nel frattempo viene inviato alla commissione medico legale che lo pone in osservazione in manicomio.
Il soggiorno al manicomio viene molto apprezzato da Sc'vèik perché, come lui dice, lì ognuno può fare e dire quel che gli pare ed inoltre, poiché la camicia di forza impedisce ogni movimento, si è curati dagli infermieri come dei bimbi in fasce con bagni caldi e freddi e addirittura si è imboccati.
Ma Sc'vèik ha una carta che lo salva da tutte le critiche situazioni in cui si va a cacciare quella di «idiota notorio», come egli si dichiara ad ogni piè sospinto, ragion per cui viene cacciato dal manicomio come «un simulatore debole di mente».
Restituito alla libertà ma richiamato alle armi, vuole a tutti i costi, nonostante sia immobilizzato dai reumatismi, partecipare alla gloria delle future vittorie dell'imperialregio esercito e della «patria» austriaca tanto che il medico boemo chiamato a visitarlo lo riterrà pazzo: non così i medici austriaci della commissione di leva che giudicandolo un simulatore lo condanneranno nuovamente alla prigione.
Sotto l'occhio vigile e terrorizzato dei suoi custodi, che ben sanno dell'odio dei boemi nei confronti degli austriaci, Sc'vèik diretto alla prigione con le stampelle da invalido percorrerà le vie di Praga inneggiando all'imperatore.
Davvero come ha osservato un critico francese Sc'vèik è «il solo militare della duplice monarchia che testimoniasse l'intento di sacrificarsi per sua Maestà l'imperatore e la famiglia imperiale. il solo che sembrasse credere alla guerra, alla patria, all'esercito, al governo, e a tutte le magnifiche fandonie ufficiali».

### Il cappellano militare Otto Katz
Salvato dalla prigione per l'intervento del cappellano militare Otto Katz, sacerdote per modo di dire - tra l'altro di origine ebraica - e vero militare bonaccione e ubriacone, che lo prenderà come suo attendente, Sc'vèik si assumerà il compito precipuo di vigilare, in spirito di simpatica fratellanza di bisbocce, sul suo superiore, spesso in condizioni etiliche disastrose, e di partecipare in allegria alla sua attività pseudo religiosa come quella della messa da campo: una sorta di spettacolo comico offerto ai soldati con lo pseudo sacerdote interessato più al vino della messa che alla celebrazione del rito. Sc'vèik farà da chierichetto di fortuna:
I soldati vicini all'altare si meravigliano molto di un sacerdote che fischietti durante la messa, mentre Sc'vèik volteggia ora a destra ora a sinistra dell'altare come in una danza. I soldati tuttavia gradiscono molto la celebrazione che commentano a voce alta: come quando alla bevuta del calice ricolmo di vino: «Che garganella!» si esclama nelle file degli ufficiali e della truppa schierata.

### Sc'vèik attendente del tenente Lukáš

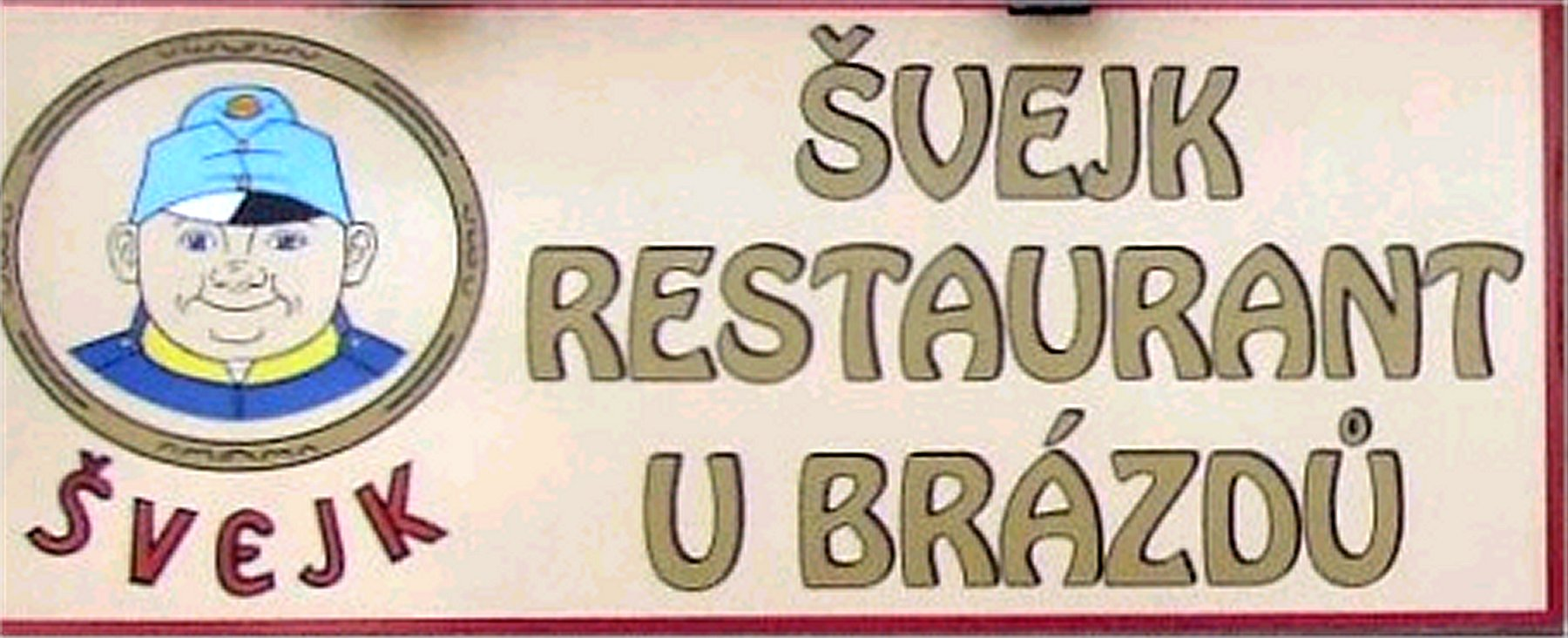
Sc'vèik nell'insegna di un ristorante di Praga

La carriera di attendente del cappellano militare Otto Katz finisce per Sc'vèik quando il prete beone, rimasto senza un soldo, si gioca alle carte insieme a cento corone, prestito a fondo perduto di Sc'vèik, lo stesso Sc'vèik che, come vincita "in natura", diviene così l'attendente del tenente Lukáš che da allora in poi rimpiangerà amaramente quella vittoria alle carte.
Venuto a sapere del suo precedente mestiere di mercante di cani il tenente ha la pessima idea di incaricare Sc'vèik di trovare un cane di razza da tenere con sé per compagnia.
Secondo il suo solito Sc'vèik incarica un suo amico di procurargliene di straforo uno. Presto fatto: solo che il cane è del colonnello Federico Kraus che incontra il tenente che porta a spasso quello che crede il suo cane che inspiegabilmente fa le feste al suo vero padrone.
Dopo aver subito una reprimenda per aver acquistato un cane rubato ad un suo superiore Lukáš non pensa che alla vendetta che sfuma dopo questo colloquio:

«...non capite che è un terribile scandalo? Dite dunque la verità: l'avete rubato o no?» 

«Fo umilmente notare, signor tenente, che non l'ho rubato»

«Non sapevate che era un cane rubato?»

«Fo umilmente notare, signor tenente, che sapevo che era un cane rubato»

«Sc'vèik, Gesummaria! Dio del cielo, ti sparo bestia, animale, sudiciume! Ma siete davvero un tale citrullo?»

«Fo umilmente notare, signor tenente, d'essere un tale citrullo.»

«Perché mi avete portato un cane rubato?...»

«Per farle piacere, signor tenente»

E gli occhi miti ed innocenti di Sc'vèik sorridente guardano in viso il tenente che, ormai rassegnato ad essere preda dell'idiozia di Sc'vèik, l'indomani deve subire dal colonnello derubato il trasferimento al fronte ad un battaglione di prima linea formato da soldati serbi che avevano fatto fuori i loro ufficiali, boemi, com'era appunto il tenente Lukáš.

### Le disavventure di Sc'vèik sul treno

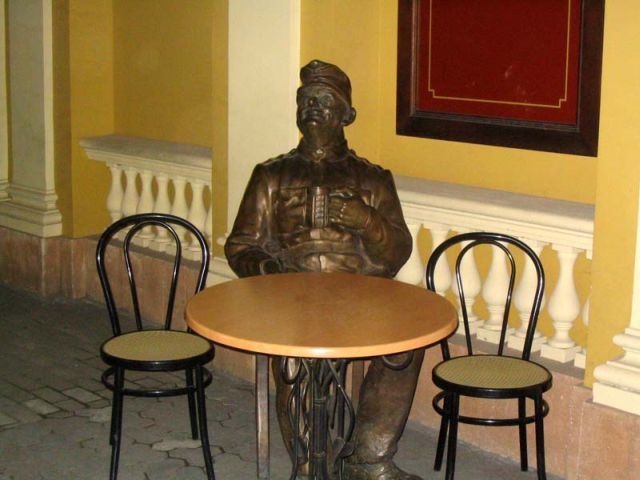
Sc'vèik nella bettola "Il calice" di Praga

Il destino si accanisce contro Sc'vèik che si fa rubare una valigia alla stazione dove assieme al suo tenente deve prendere il treno per trasferirsi al fronte presso Budĕjovice. Ma non è un gran perdita perché, come riferisce al tenente in uno scompartimento occupato anche da un signore calvo intento alla lettura di un giornale, dentro la valigia rubata c'erano soltanto uno specchio e un attaccapanni presi in prestito alla padrona di casa, oggetti che Sc'vèik avrebbe senz'altro restituiti dopo la fine della guerra.
Nonostante le occhiatacce del tenente, Sc'vèik poi si lascia andare a delle considerazioni sulla calvizie che, dice, secondo alcuni dipende da disturbi psichici. A quel punto il signore calvo, che non è altri che un generale in incognito, in visita d'ispezione a sorpresa proprio al reggimento dove è stato trasferito il tenente Lukáš, balza in piedi imprecando contro Sc'vèik e si lancia in una reprimenda contro la mollezza degli ufficiali nei confronti dei loro sottoposti.
Minacciato di essere preso a ceffoni dal suo tenente, Sc'vèik per passare il tempo si mette a conversare con un ferroviere sulla presunta inutilità dei segnali d'allarme che secondo il ferroviere invece frenano immediatamente il treno. I due mentre conversano tengono le mani sull'impugnatura della maniglia che, non si sa come né da chi, viene tirata facendo fermare il treno.
Sc'vèik proclama subito la sua innocenza affermando di non aver alcun interesse a fermare il treno dato che deve andare alla guerra e dichiara che, essendo innocente, non ha nessuna intenzione di pagare la multa per l'accaduto e, nel completo disinteresse e fatalistica rassegnazione del tenente Lukáš, viene fatto scendere alla stazione di Tábor dove, concionando in un crocchio di spettatori, si guadagna la simpatia di un signore che paga per lui la multa e gli dà del denaro per bersi una birra e pagarsi il viaggio sino a Budĕjovice per raggiungere il suo tenente che ha con sé tutti i documenti.
Naturalmente Sc'vèik si berrà tutto il denaro ricevuto assieme ad altri commilitoni di passaggio, sennonché viene scoperto senza documenti da una ronda, che Sc'vèik riesce a convincere di aver perso senza accorgersene i numerosi treni che sono passati per Budĕjovice che lui vuole fortissimamente raggiungere per andare alla guerra.
E non lo fermerà neppure il fatto di non avere il denaro per il biglietto: raggiungerà la sua destinazione a piedi.

### L'anabasi di Budĕjovice

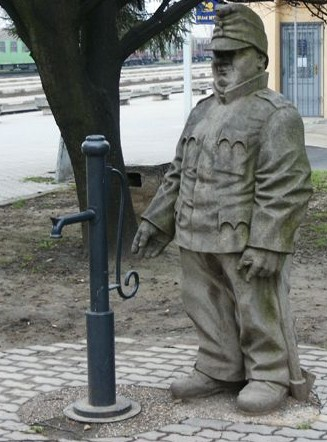
Statua di Sc'vèik a Humenné ispirata alle illustrazioni di J.Lada

Convinto che tutte le strade portano a Budĕjovice come a Roma, Sc'vèik s'incammina per ricongiungersi al suo amato tenente.
Durante la lunga marcia vari personaggi lo scambiano per un disertore e gli danno aiuto e consigli per sfuggire alla guerra fino a quando il nostro eroe, avendo compiuto un lungo giro, si ritrova nel villaggio di Putim dove era già passato. Qui viene fermato dai gendarmi e condotto alla presenza del maresciallo della locale gendarmeria che si ritiene un uomo particolarmente astuto che «non insultava mai un fermato ma lo sottoponeva ad un tale fuoco di fila di domande da far confessare anche gli innocenti». Il maresciallo è convinto che Sc'vèik sia una spia russa, anzi, un coraggioso ufficiale nemico da trattare con tutti gli onori prima di farlo impiccare.
Dopo un surreale interrogatorio viene imbandita un'abbondante cena che la presunta spia russa gradisce, lamentandosi solo della scarsità del tè al rum. Occasione questa presa al volo dal maresciallo per far confessare la spia:

«È vero che in Russia si beve molto tè? E il rum si adopera anche là?»

«Il rum si adopera in tutto il mondo signor maresciallo»

- Adesso non cercare di ricorrere a sotterfugi pensò il maresciallo... e in tono confidenziale... -

«Ci sono belle ragazze in Russia?»

«Ragazze belle ci sono in tutto il mondo»

Condotto con soddisfazione il prigioniero, come lui crede, a confessare il maresciallo e l'appuntato festeggiano con una lauta cena annaffiata da varie bottiglie di liquore tanto che, completamente ubriachi, i due danno libero sfogo ai loro sentimenti antiaustriaci proclamando che cechi e russi sono dello stesso sangue e auspicando la vittoria dell'esercito russo.
La mattina dopo, rinsavito, il maresciallo rientra nelle vesti di fedele pubblico ufficiale dell'imperialregio governo e prima di stendere il definitivo rapporto rivolge le ultime domande per incastrare definitivamente la spia russa:

«Sapete fotografare?»

«So fotografare»

«E perché non avete con voi una macchina?»

«Perché non ne possiedo alcuna»...

«È difficile fotografare le stazioni ferroviarie?»

«È più facile che fotografare qualcos'altro perché almeno non si muovono»
Condotto alla gendarmeria di Písek colà ci si convince che Sc'vèik non sia altro che «un volgarissimo disertore» da instradare al 91º reggimento di appartenenza per essere giudicato.
Sc'vèik viene così portato alla caserma di Budĕjovice dove quel giorno è in servizio il tenente Lukáš che alzando gli occhi dalla sua scrivania si vede di fronte il suo attendente perduto:

«Faccio rispettosamente notare, signor tenente, che sono nuovamente ai suoi ordini» dice Sc'vèik mentre fa il saluto con la faccia radiosa d'esultanza.
Dopo una notte passata in carcere Sc'vèik viene esaminato dal colonnello Schröder, ufficiale di carriera che disprezza gli ufficiali della riserva come il tenente Lukáš che oltretutto non partecipa alle cene e alle conversazioni del circolo ufficiali.
Il colonnello quindi decide malignamente di riassegnare Sc'vèik come attendente al tenente Lukáš che alla notizia «uscì barcollando dall'ufficio del reggimento».

### In viaggio per Bruck

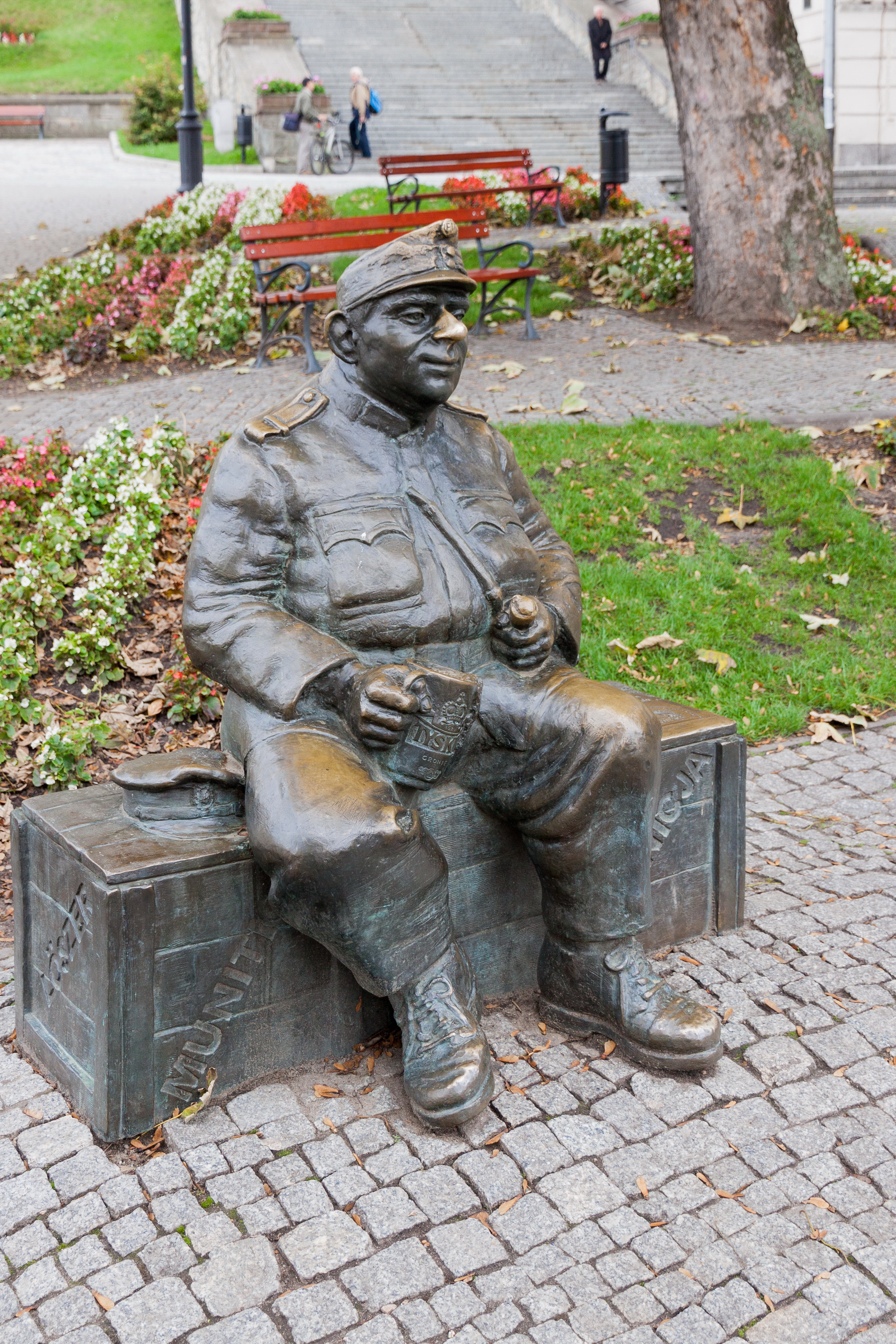
Il buon soldato Sc'vèik (Przemyśl, Polonia)

Il reggimento di Sc'vèik si trasferisce a Bruck an der Leitha, alla frontiera tra Austria ed Ungheria, diretto verso i Carpazi.
Poiché mancano tre ore allo scadere dei tre giorni di prigione assegnati, Sc'vèik pretende di essere condotto sul vagone degli arrestati assieme ad un compagno di prigionia, il volontario con ferma annuale Marek, un beffardo, giocoso intellettuale che riuscirà a farsi assegnare il compito di storico del reggimento. Per tenersi in vantaggio Marek comincerà subito a scrivere molto improbabili e fantasiose storie di atti eroici dei futuri ridicoli scontri del reggimento dove fa fare una brutta fine specie agli ufficiali che gli sono antipatici.
Mentre il treno sta per partire sale sul vagone degli arrestati il cappellano militare padre Lacina, non del tutto in sé poiché anche lui, come il precedente cappellano Otto Katz, è amante del cibo e soprattutto del buon vino tanto che disteso su una panca, con il cappotto di Sc'vèik per cuscino, se la dorme profondamente. Accudito teneramente da Sc'vèik come un fantolino, al risveglio padre Lacina non sa spiegarsi come si trovi nel vagone degli arrestati ma presto superato questo turbamento il primo pensiero è di incaricare Sc'vèik con accurate e dettagliate raccomandazioni di procurargli un abbondante pasto alla distribuzione del pranzo per gli ufficiali.
Ma Sc'vèik lo tradirà consegnando tutto al suo amato tenente Lukáš rimasto digiuno perché il suo attendente gli mangia tutto ciò che gli capita a tiro. Commosso dalla sua dedizione, il tenente riprenderà Sc'vèik con sé ma avrà subito modo di pentirsene durante il soggiorno a Bruck dove, invaghitosi di una donna sposata, incarica il suo attendente di portarle un bigliettino amoroso.
La missione fallirà perché Sc'vèik si recherà alla casa della donna in compagnia di un nerboruto commilitone che odia gli ungheresi e che alle rimostranze del marito, che ha scoperto la tresca, lo scaraventerà per le scale sino in strada, dove nascerà una gigantesca rissa tra boemi ed ungheresi che va a finire sulle cronache dei giornali del luogo.
Le autorità ungheresi chiedono giustizia dell'affronto ma il colonnello Schröder, ammirato dal comportamento di Sc'vèik che, ingoiato il bigliettino amoroso, si addossa tutte le colpe per difendere il suo tenente, lo fa prosciogliere da ogni accusa e lo nomina ordinanza dell'undicesima compagnia di cui Lukáš assume il comando in attesa di partire per la prima linea.
Nel frattempo, mentre Sc'vèik è tornato in prigione per quello che ha combinato, al tenente è stato assegnato il soldato Baloun, il quale afflitto da una fame insaziabile, si pappa regolarmente il pasto del tenente che esasperato ordina di legarlo al cortile della cucina quando la sera sarà distribuito il gulasch «...in modo che gli venga l'acquolina in bocca come ad una cagna affamata nel negozio del salumaio... e che la sua razione venga distribuita agli altri».
Sc'vèik, uscito nuovamente di prigione, si ripresenta seraficamente al suo amato tenente ma intanto giunge l'ordine di prepararsi a partire per la prima linea.

### Attraverso l'Ungheria

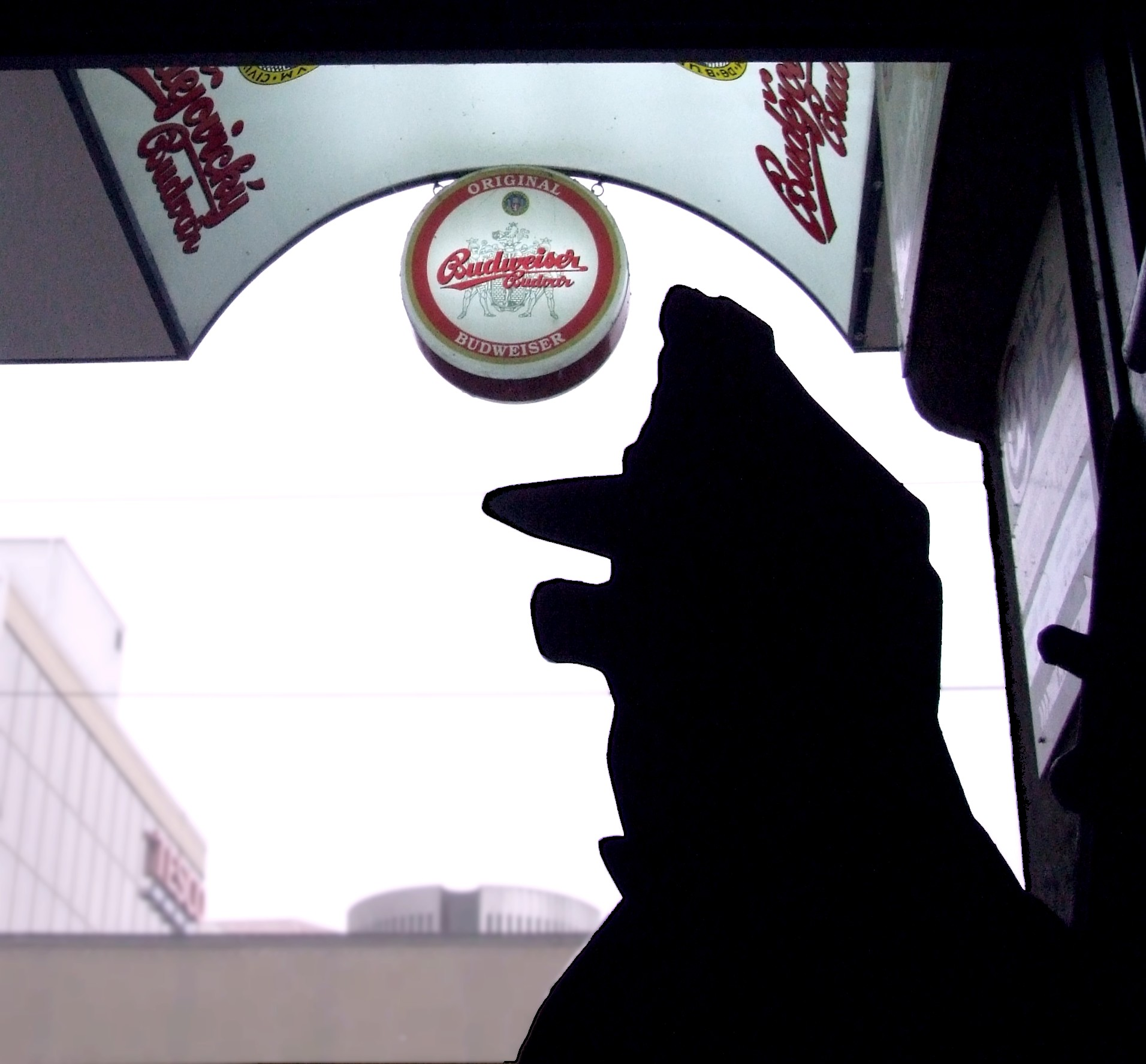
Silhouette di Sc'vèik in pub di Praga

Prima di partire il colonnello Schröder convoca gli ufficiali, che all'inizio avevano pensato fosse impazzito, per spiegare perché è stato loro distribuito un libriccino dal titolo Le colpe dei padri. Novella di Ludwig Ganghofer con l'avvertenza di leggere attentamente la pag. 161.
Il colonnello spiega trattarsi di un nuovo codice che il nemico non potrà mai decifrare perché basato proprio su quel libro alla pag. 161, dove però ora la cifratura non corrisponde.
Sarà il cadetto Biegler, disprezzato da tutti per i suoi disperati tentativi di mettersi servilmente in mostra, che svelerà l'arcano. Agli ufficiali è stato distribuito il volume primo del romanzo mentre il codice si basa sul secondo. La questione viene semplicemente risolta con il fatto che prima che si arrivi al fronte il comando farà sicuramente cambiare i codici «e sul campo di battaglia non si ha tempo per risolvere simili crittogrammi. Prima che chiunque di noi abbia potuto risolvere una simile frase cifrata, la compagnia, il battaglione e persino la brigata potrebbero essere già spacciati...»
Da quel momento il cadetto Biegler avrà vita dura al reggimento. Scoperto un suo libricciolo dove il cadetto scrive di fantasiose battaglie che hanno lui come eroico protagonista, diverrà bersaglio delle prese in giro degli ufficiali.
Per disperazione e per consolarsi il giovane allora si mangerà tutte le paste alla crema mandategli dalla sua mamma così che le inevitabili conseguenze dell'indigestione saranno prese per un attacco di colera. Ricoverato appunto per questa malattia il povero cadetto prenderà davvero il colera; dichiarato guarito sarà rimandato al reggimento dove trascorrerà il viaggio verso il fronte disputandosi l'uso della latrina con gli altri ufficiali.
Ma il tenente Lukáš ha un sospetto e finita la riunione corre da Sc'vèik a chiedergli se sa nulla della distribuzione di quei romanzi agli ufficiali. Sc'vèik confermerà di aver pensato bene che gli ordini ricevuti di consegnare il secondo volume erano assurdi e quindi ha ritenuto cosa logica di prendere solo il primo: perché è dall'inizio che si legge un romanzo.
Il viaggio procede tra le solite traversie mentre appare sempre più la disorganizzazione dell'esercito e le miserevoli condizioni con cui vengono trattati i soldati che alla stazione di Budapest ricevono invece che un etto e mezzo di formaggio, come predisposto, una scatola di fiammiferi e una cartolina illustrata con l'edificante foto di un cimitero di guerra della Galizia.
Così invece del rancio alle truppe viene data la bella notizia dell'entrata in guerra dell'Italia che ha tradito l'Impero.
Mandato dal suo tenente a cercare qualcosa da mangiare, Sc'vèik fa conoscenza con il terribile sottotenente Dub che lo coglie in contemplazione di un manifesto che raffigura un soldato austriaco che pugnala un cosacco inchiodandolo al muro. Il sottotenente Dub chiede mellifluamente il parere di Sc'vèik sull'immagine rappresentata e questi risponde che di fesserie ne ha viste molte ma mai una come questa dove un soldato tratta così male la sua arma rischiando di spezzarla contro il muro.
Il sottotenente Dub allora chiede se forse Sc'vèik ha pena del soldato russo e questi risponde che gli fanno pena sia il cosacco sia il soldato che andrà a finire in galera per aver spezzato la baionetta e nel contempo si avventura a raccontare una delle mille storielle con cui infarcisce i suoi dialoghi.
L'infuriato sottotenente allora comincia la sua tiritera fatta per terrorizzare i soldati ma che non ha nessun effetto su Sc'vèik:

«Mi conoscete voi?»

«La conosco» 

«Ed io vi dico che invece non mi conoscete ancora»

«La conosco signor sottotenente, faccio rispettosamente notare»

«Forse mi conoscete dal mio lato buono... vedrete quando mi conoscerete dal mio lato cattivo... vi farò piangere. Allora mi conoscete o non mi conoscete?»

«La conosco signor sottotenente»

Cacciato via dall'infuriato sottotenente Dub, Sc'vèik ne combina una delle sue arraffando una gallina che era capitata sulla sua strada. Alle rimostranze del proprietario, gliela sbatte sulla faccia e alla fine viene riportato da due guardie ungheresi dal suo tenente che esasperato paga la gallina e caccia via Sc'vèik che se la mangerà con i suoi compagni.

### Ai confini della Galizia
Nel suo lento viaggio il treno giunge alla stazione di Humenné dove il tenente Lukáš incarica Sc'vèik di cercargli senza farsi scoprire, essendo proibito, qualcosa da bere presso i rivenduglioli del luogo che affollano la stazione vendendo porcherie di cibi e bevande per i soldati di passaggio. Sc'vèik soddisfà a puntino il desiderio del suo tenente comprando una bottiglia di cognac, quando ha la sventura d'incontrare il sottotenente Dub alla caccia delle sue vittime.
Alle domande indagatrici del sottotenente Sc'vèik risponde che quella bottiglia con su scritto cognac, che nasconde nella giubba, non è cognac ma acqua ferruginosa dalla miracolose proprietà che sgorga proprio da una fontanella fuori della stazione.
«Se è così allora bevila» gli impone il sottotenente e Sc'vèik con la più grande soddisfazione dipinta sul volto scola la bottiglia fino in fondo. Alla domanda su dove sia questa fontana Sc'vèik con sicurezza la indica e in effetti da essa uscirà un'acqua giallognola che lo stupefatto Dub, preso in contropiede, berrà rimanendogli in bocca un sapore di letame e di urina di cavallo.

### In marcia verso il fronte

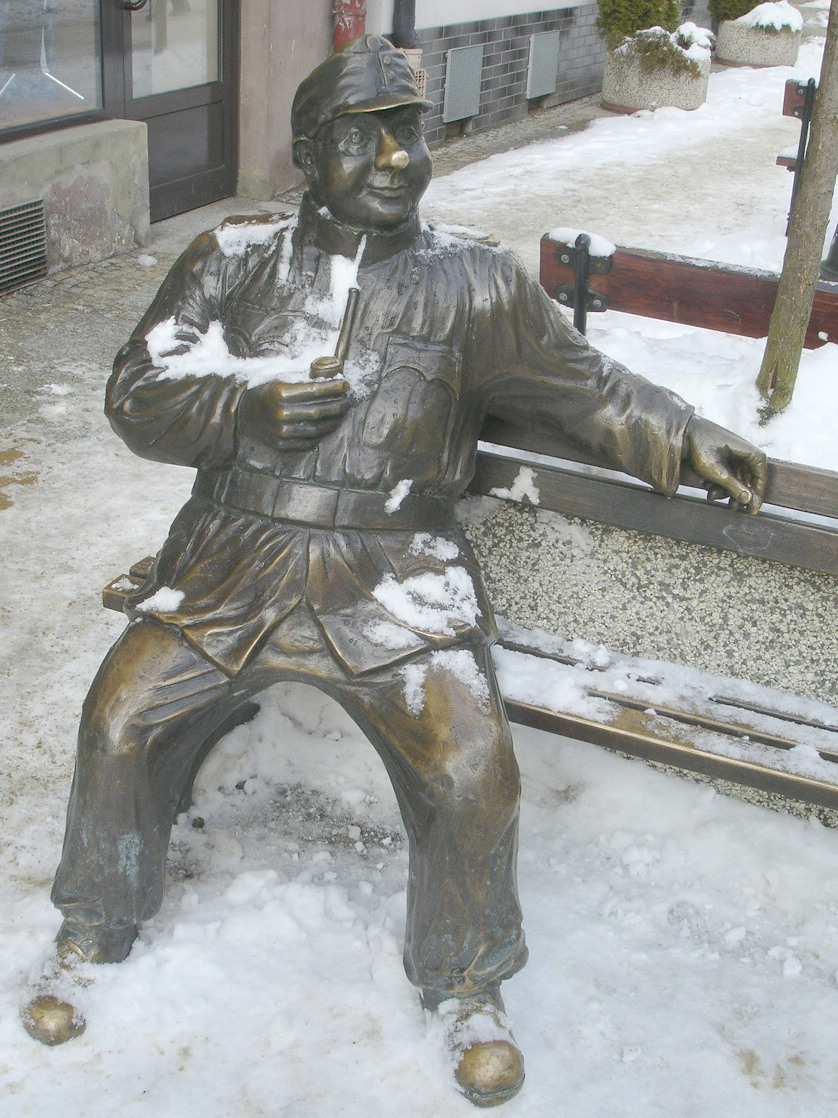
Sc'vèik

La tradotta arriva finalmente a Sanok, nella Polonia meridionale, dove si raccolgono i battaglioni di linea che si dirigono con una faticosa e disordinata marcia verso il fronte.
Al pernottamento dell'undicesima compagnia vengono incaricati Sc'vèik con alcuni compagni che però dopo il passaggio dei soldati austriaci e ungheresi non riescono a trovare da mangiare altro che «una vecchia mucca centenaria» che dopo aver cotto per ore, risulta ancora coriacea.
Solo dopo una nottata di cottura si potrà mangiare la disgraziata bestia. Lo stesso giorno Sc'vèik viene incaricato con il maresciallo contabile Vaněk di organizzare il pernottamento e i due si avviano per la campagna desolata, teatro delle sanguinose battaglie dell'offensiva austro-tedesca contro i Russi.
Giunti a un bivio i due non concordano sulla direzione da seguire e nonostante che il compagno gli mostri il percorso giusto sulla cartina topografica, Sc'vèik viene attratto da un sentiero lungo il corso di un ruscello dove crescono dei fiori che vuole raccogliere per il suo tenente.
Verso sera Sc'vèik arriva ad uno stagno dove si sta bagnando un prigioniero russo fuggitivo che alla vista di Sc'vèik se la dà a gambe lasciando la sua divisa. Sc'vèik incuriosito dall'uniforme russa la indossa e così vestito viene sorpreso da una pattuglia di ungheresi alla ricerca del fuggiasco.
Accade così che Sc'vèik, nonostante le sue proteste, viene aggregato alla colonna dei prigionieri russi che verranno registrati al comando di tappa dove il maresciallo chiede se qualcuno sappia il tedesco per fargli da interprete.
Naturalmente si fa avanti Sc'vèik che viene preso per un ebreo russo. Sebbene Sc'vèik cerchi di chiarire l'equivoco, viene portato alla piazzaforte di Przemyśl dove rivela ancora una volta la sua identità a un maggiore. Questi, visto che il russo in realtà è un boemo, lo ritiene un disertore passato ai russi come spia, proponendone l'immediata impiccagione. Sc'vèik salva la pelle per lo scrupolo di un capitano che chiede un processo regolare che si svolge con queste battute del maggiore che parla ceco e che presiede il tribunale:

«Voi avete tradito sua maestà l'imperatore»

«Gesummaria e quando?»

«Smettetela con queste stupidaggini»

«Faccio rispettosamente notare che tradire sua maestà l'imperatore non è per niente una stupidaggine...»

«Non volete confessare? Avete volontariamente indossato un'uniforme russa?»

«Volontariamente»

«Senza alcuna pressione?» 

«Senza alcuna pressione» 

«Sapete che siete perduto?»

«Lo so, al 91º reggimento mi staranno senz'altro cercando...»
Solo per lo scrupolo di inviare un telegramma al 91º reggimento si deve il fatto che Sc'vèik, riconosciuto per quello che è, «un idiota notorio», non venga fucilato.
Sc'vèik viene quindi rifornito di una nuova uniforme austriaca e dopo altre traversie riesce a ritrovare il suo amato tenente Lukáš:

«Faccio rispettosamente notare che volevano fucilarmi sotto l'imputazione di aver tradito sua maestà l'imperatore» 

«In nome di Gesù Cristo cosa state dicendo Sc'vèik?» esclama disperato il tenente Lukáš diventato all'improvviso tutto pallido. 

Alla narrazione delle sue sventure il tenente gli fa notare che una volta o l'altra andrà a finir male e Sc'vèik facendo il saluto regolamentare:

«Faccio rispettosamente notare che debbo andare a finir male...»
Il 3 gennaio 1923 l'opera viene interrotta dalla morte dell'autore. Il buon soldato Sc'vèik non raggiungerà mai il fronte.

## Critica
Il successo di Sc'vèik è dovuto alla sua ingenuità unita ad una dose di ottimismo, di solidarietà umana e ad una forma di astuzia tipicamente contadinesca (che ricorda il Bertoldo di Croce) che ne fanno il prototipo dei milioni di soldati travolti dalla carneficina della prima guerra mondiale. La figura di Sc'vèik ricorda anche quella di Candido del romanzo omonimo di Voltaire, specialmente i capitoli iniziali del breve racconto filosofico illuminista, dove suo malgrado e senza rendersene quasi conto, l'ingenuo protagonista finisce a fare il soldato nella guerra dei sette anni.
Sfondo delle avventure di Sc'vèik sono terre lontane dal fronte, villaggi sperduti e distrutti dalla guerra, le stazioni ferroviarie dove i soldati abbandonati a se stessi aspettano un rancio che non arriverà o subiscono grottesche ispezioni.
Il lungo viaggio è caratterizzato dai dialoghi surreali dei soldati nei vagoni con le loro partite a carte, e dal filosofeggiare di Sc'vèik che, a proposito o a sproposito, infarcisce i suoi discorsi di racconti grotteschi e paradossali dove spesso si riflettono le esperienze di vita vissuta del suo autore.
Nell'odissea del nostro eroe verso la prima linea più che l'atrocità della guerra appare la sua assurdità fatta di vecchi generali rimbambiti, di ufficiali burocrati, di soldati che dovrebbero stare tutti da una parte e che invece sono ostili ed estranei tra loro: i boemi contro gli austriaci e ancor più contro gli ungheresi che a loro volta disprezzano gli slavi e ancor più i cechi, cattivi soldati, mentre sullo sfondo compaiono in scene comiche e grottesche, gli ebreucci, astuti mercanti che cercano di sopravvivere con un misero commercio, disprezzati da tutti.
Giganteggia su tutta questa varia umanità la figura di Sc'vèik, simbolo di colui che ha colto l'assurdità della vita per quello che è e che non la giudica ma l'accetta ingenuamente e bonariamente nella sua insensatezza.

## Edizioni italiane
- Le avventure del buon soldato Svejk, traduzione di Venosto Vorlicek, 4 voll. (I: Svejk va soldato; II: Svejk attendente; III:Svejk cerca il reggimento; IV: Svejk verso il fronte), Prefazione di Luigi Salvini, Collana UEF. Serie letteratura nn. 107, 122, 126, 138, Milano, Feltrinelli, 1951-1952. [trad. parziale: si interrompe alla fine del cap.5 della parte Seconda]
- Il buon soldato Sc'vejk, traduzione di Renato Poggioli, Introduzione (del 1932) e Postilla di R. Poggioli (del 1961), Collana UEF. Letteratura, Milano, Feltrinelli, 1961. [Parte prima]
- Il buon soldato Sc'veik, traduzione di Bruno Meriggi, Collana UEF. Letteratura n.439, Milano, Feltrinelli, 1963. [Parte seconda]
- Il buon soldato Sc'veik. Botte da orbi · Ancora botte da orbi, traduzione di Bruno Meriggi, Collana UEF. Letteratura, Milano, Feltrinelli, 1966. [Parti terza e quarta]
- Il buon soldato Sc'veik, traduzione di Renato Poggioli e Bruno Meriggi (prima parte: Nelle retrovie · Al fronte), Bruno Meriggi (seconda parte: Botte da orbi · Ancora botte da orbi), Collezione Gli Astri n.14, Milano, Feltrinelli, 1966,  p. 814. - Palazzi Editore, 1968; 2 voll., Collana UEF n.627, Feltrinelli, 1971; 2 voll., Prefazione di Jaroslava Marušková Demartis, Torino, UTET, 1981.
- Le vicende del bravo soldato Švejk, traduzione di Giuseppe Dierna, Illustrazioni di Josef Lada, Collana I millenni, Torino, Einaudi, 2010,  pp. XCIV-1006, ISBN 978-88-06-19621-9.
- Le avventure del bravo soldato Švejk, in Opere, traduzione di Sergio Corduas, Collana I Meridiani, Milano, Mondadori, 2014, ISBN 978-88-046-4486-6. - Collana Oscar classici moderni, Mondadori, 2016; Collana Oscar Moderni. Cult, Mondadori, 2020.

## Trasposizioni cinematografiche
- Il buon soldato Svejk (Dobrý voják Švejk) per la regia di Jiří Trnka (1955). Lungometraggio ceco animato di marionette, con Jan Werich nel ruolo del narratore.
- Il buon soldato Svejk (Dobrý voják Švejk) per la regia di Karel Steklý (1956); il regista ceco ha diretto anche un altro film nel 1957 con Rudolf Hrušínský che interpreta il personaggio di Sc'vèik.
- In Germania vi è stato negli anni sessanta un nuovo adattamento del romanzo a film con l'attore Heinz Rühmann.
- Die Abenteuer des braven Soldaten Schwejk (1972), serie di telefilm in 13 episodi realizzata in Germania da Wolfgang Liebeneiner, trasmessa per il pubblico della televisione austriaca. Il ruolo principale era interpretato da Fritz Muliar.